# Phomopsis liriodendri
Phomopsis liriodendri är en svampart som beskrevs av Grove 1930. Phomopsis liriodendri ingår i släktet Phomopsis och familjen Diaporthaceae.   Inga underarter finns listade i Catalogue of Life.